# Black and White and Blue
Black and White and Blue: Adult Cinema from the Victorian Age to the VCR és un llibre de 2007 sobre la història de les pel·lícules eròtiques de Dave Thompson. Va ser publicat per ECW Press.

## Recepció
El llibre va rebre crítiques favorables i va ser descrit com una "redacció molt llegible" pel Tucson Citizen.